# Marcusadorea corderoi
Marcusadorea corderoi är en mossdjursart som först beskrevs av Ernst Marcus 1949.  Marcusadorea corderoi ingår i släktet Marcusadorea, ordningen Cheilostomatida, klassen Gymnolaemata, fylumet mossdjur och riket djur. Inga underarter finns listade i Catalogue of Life.